# أليس أرنولد
أليس أرنولد (بالإنجليزية: Alice Arnold) هي صحفية ومذيعة أخبار وممثلة بريطانية، ولدت في 1962 في المملكة المتحدة.

## وصلات خارجية
- أليس أرنولد على موقع IMDb (الإنجليزية)
- أليس أرنولد على موقع ميوزك برينز (الإنجليزية)